# Camaricus cimex
Camaricus cimex är en spindelart som först beskrevs av Karsch 1878.  Camaricus cimex ingår i släktet Camaricus och familjen krabbspindlar. Inga underarter finns listade.